# Geokrety
Geokrety (griechisch Geo = „Erde“, polnisch Krety = „Maulwurf“) ist ein Service, der ähnlich funktioniert wie die Verfolgung von Travel-Bugs oder GeoLutins. Der Sinn besteht im Wesentlichen darin, „Reisende“ beim Geocaching auf ihrem Weg von Dose zu Dose virtuell zu begleiten: Die registrierten Objekte (sogenannte GeoKrets) werden von verschiedenen Geocachern aufgenommen, mitgenommen und abgelegt. Dazu wird auf der Website Geokrety.org ein entsprechender Logeintrag hinterlassen. Für jeden GeoKret wird der Reiseverlauf auf einer Landkarte dargestellt.

## Beschreibung
Jeder beliebige Gegenstand kann als GeoKret verwendet werden. Üblicherweise handelt es sich jedoch um kleine Dinge wie zum Beispiel Schlüsselanhänger, die dann beim Geocachen in den Dosen platziert werden. Bei der Registrierung muss der Besitzer seinem GeoKret einen Namen zuweisen und kann sich anschließend eine Mission ausdenken z. B. „Reise so weit wie möglich“ oder er kann ein spezielles Land oder einen bestimmten Geocache als Ziel angeben. Der GeoKret bekommt dann einen speziellen Code zugewiesen. Mit der Registrierung wird für den Gegenstand eine individuelle Website erstellt, auf der die Bewegungen nachvollzogen werden können und u. a. auch die Entfernungen berechnet werden.
Nach der Registrierung muss ein Anhänger mit dem Namen, der Mission, dem Code und einer Anleitung fürs Loggen erstellt werden. Dieses sollte dann gegen Feuchtigkeit geschützt werden, indem es beispielsweise einlaminiert wird.
GeoKrets sind keine Tauschgegenstände, was bedeutet, dass Finder nichts im Geocache platzieren müssen, um den GK herauszunehmen. Außerdem gibt es auch keine Verpflichtung, einen GeoKret mitzunehmen, man kann ihn also auch einfach mit seinem Code auf seiner individuellen Website „entdecken“.
Um einen GeoKret zu Bewegen oder zu Discovern, muss der Tracking-Code und die neue Position eingetragen werden. Dies kann anhand eines Wegpunktes, von Koordinaten oder des Geocache-Namens auf der zugewiesenen Website geschehen.
Dieser Service ist, im Gegensatz zu den Travel-Bugs von Geocaching.com, kostenlos.
Geokrety.org wurde am 26. Oktober 2007 von einer Gruppe Ehrenamtlicher in Betrieb genommen und seitdem geführt. Nach Stand vom 6. Februar 2022 (30. Juni 2014) gibt es 89.231 (44.733) registrierte GeoKrets, die insgesamt 185.004.975 (48.393.100) Kilometer gereist sind.

## Unterstützte Datenbanken
Geokrety kooperieren nicht mit einer bestimmten Geocache-Datenbank. Benutzer können die GeoKrets in beliebige Caches legen oder auch zu ganz anderen Orten nehmen, indem sie einfach die Koordinaten eingeben.
Um das Loggen auf geokrety.org zu vereinfachen, bezieht die Website die Cache-Informationen (z. B. Wegpunktnamen, Koordinaten, Beschreibungen) von vielen bekannten Geocaching-Anbietern wie Opencaching Network, GeoCaching Australia, GeoCaching Russia, gpsgames.org database (Geocaching und Geodashing), Geocaching Romania, Geotrekking Hungary, geopeitus.ee). Für diese vollunterstützten Plattformen, wird für das Loggen des GeoKrets nur der Code und ein Wegpunktes des Caches benötigt. Alle anderen Informationen wie Cachename und Koordinaten werden automatisch eingefügt.
Um einen GeoKret in einen Cache zu legen, welcher auf geocaching.com gelistet ist, müssen die Koordinaten manuell eingegeben werden. Dies kann aber durch Browser Plug-ins für Firefox oder Chrome automatisiert werden.

## Geokrety-Arten
Je nach Gegenstand können GeoKrets in verschiedene Arten eingeteilt werden:
- Ein traditioneller GeoKret (z. B. ein Schlüsselanhänger)
- Ein Buch
- Eine CD/DVD
- Eine Geocoin
- Ein Mensch (Für Benutzer, die ihre Bewegungen aufzeichnen wollen)